# Зилаир
Зилаи́р (баш. Йылайыр) — село, административный центр Зилаирского района Республики Башкортостан России, а также Зилаирского сельсовета в его составе.

## Этимология
Поселение получило своё название по реке Зилаир, гидроним же является искажённым названием башкирского «йылайыр», где монгольское и алтайское «йыла», а также казахское «сала» означает приток, рукав реки, вторая часть есть башкирское «-айыр» иимеет то же самое значение, то есть название объясняется как приток-приток. Также гидроним Зилаир, может происходить от названия тюрко-монгольского племени Джалаиров.

## Географическое положение
Село находится в 410 км от столицы республики города Уфы, в 210 км от города Магнитогорска и в 135 км от железнодорожной станции Сибай

## История
В 1748 году симбирскими купцами было начато строительство Преображенского медеплавильного завода на реке Зилаир. Позже в село при заводе помещики стали переводить русских крепостных крестьян из Поволжья. Административно входило в состав Орского уезда Оренбургской губернии. С 5 октября 1922 года посёлок Преображенский Завод стал центром Зилаирского кантона.
19 января 1925 года на 3-м съезде Зилаирского кантонного совета было принято постановление о переименовании села Преображенский Завод в город Зилаир. В сентябре 1925 года административная комиссия БашЦИК по районированию БАССР обращается во ВЦИК с просьбой утвердить данное постановление, однако 8 октября 1925 года получает отказ в предоставлении статуса города.
С 1965 года село Зилаир административный центр Зилаирского района.

## Климат
Климат умеренный континентальный.
| Показатель              | Янв.  | Фев.  | Март | Апр. | Май  | Июнь | Июль | Авг. | Сен. | Окт. | Нояб. | Дек.  | Год |
| ----------------------- | ----- | ----- | ---- | ---- | ---- | ---- | ---- | ---- | ---- | ---- | ----- | ----- | --- |
| Средняя температура, °C | −12,9 | −12,2 | −6,1 | 3,6  | 11,4 | 16,7 | 18,3 | 16,2 | 10,2 | 3,0  | −5,7  | −11,5 | 2,6 |
| Норма осадков, мм       | 48    | 37    | 43   | 46   | 47   | 55   | 55   | 46   | 44   | 57   | 54    | 50    | 582 |
| Источник: .             |       |       |      |      |      |      |      |      |      |      |       |       |     |

## Население
| 1939 | 1959  | 1970  | 1979  | 1989  | 2002  | 2009  | 2010  | 2021  |
| ---- | ----- | ----- | ----- | ----- | ----- | ----- | ----- | ----- |
| 6555 | ↘4564 | ↘4307 | ↗5049 | ↘4933 | ↗5861 | ↗6241 | ↘5585 | ↗5761 |

Национальный состав
Согласно переписи 2002 года, преобладающие национальности: русские (62,5 %), башкиры (31,6 %). 
По переписи 2010 года, преобладающие национальности: русские (58,1 %), башкиры (33 %), татары (3,1 %).
Согласно переписи 2020 года, преобладающие национальности: русские (55,9 %), башкиры (38,4 %).

## Образовательные учреждения
- МОАУ «Средняя общеобразовательная школа им. Н. Р. Ирикова».
- МОАУ «Башкирская гимназия с. Зилаир».
- Детская школа искусств.
- Детско-юношеская спортивная школа.

## Экономика
- Предприятие «Зилаирское сельэнерго».
- МП «Зилаирское РЖКХ».
- МП «Зилаирское ДРСУ».
- Компания «Зилаирский лес».

## Религия
Православные храмы:
- Спасо-Преображенская церковь

Мечети:
- Мечеть Венер

## Известные уроженцы
- Китаев, Март Фролович (30 марта 1925— 8 января 2020) — советский и российский театральный художник, сценограф, заслуженный деятель искусств Латвийской ССР (1965), народный художник РСФСР (1982 г.).
- Кувшинов, Леонид Михайлович (5 августа 1914 года — 18 августа 1973 года) — лётчик-испытатель научно-исследовательского института Военно-воздушных сил (НИИ ВВС) СССР, полковник, Герой Советского Союза.
- Серков, Андрей Игнатьевич (15 августа 1919 года — 2 января 1944 года) — командир телефонного взвода роты связи 78-го стрелкового полка (74-я стрелковая дивизия, 40-я армия, 1-й Украинский фронт), младший лейтенант, Герой Советского Союза.